# Nagymoha
Nagymoha (románul: Grânari, németül: Mukendorf) falu Romániában, Brassó megyében.

## Fekvése
Nagymoha község Brassó megye északi felében, a történelmi szászföldön található, légvonalban Székelykeresztúr és Fogaras között kb. félúton.

## Története
Nagymoha a történelmi  Szászföld azon kevés falvai közé tartozik, amely a történelem során mindig túlnyomórészt magyarlakta volt.  Hasonló nemzetiségi eloszlást mutatnak még Kóbor, Halmágy  és Kiskapus községek is. Nagymohát eredetileg székelyek lakták, majd a környező falvakba elsősorban szászok költöztek, így azon falvak további arculatát meghatározva.

## Kultúra
Nagymohán számos népdalt és néptáncot gyűjtöttek a kutatók. Különösen említést érdemel a Kerekes Izsák balladája.
A Kriza gyűjteményből való ballada az 1700-as évek legelején keletkezhetett.  Nem ismert, hogy pontosan ki, mikor és hol jegyezte fel.  Először 1865-ben a Koszorú január 8-i számában közölték le.  Azóta számos kutató foglalkozott a ballada eredetével.  A mű az ősi magyar epika egyik legjelentősebb darabja.  Eredete a honfoglalás előtti időkre vezethető vissza, de főszereplőjét általában mindig aktualizálták.  A ránk maradt változat főszereplője, Kerekes Izsák, mohai nemesi család sarja, aki a valóságban 1704. június 20-án egy harcban esett el. Izsák sírja mind a mai napig a nagymohai temetőben található.

## Híres emberek
- Itt született 1940-ben Áros Károly magyar sportújságíró.